# دوني جورتر
دوني جورتر (بالهولندية: Donny Gorter)‏ (15 يونيو 1988 بلوغانو في سويسرا - ) هو لاعب كرة قدم هولندي في مركز الدفاع. شارك مع منتخب هولندا تحت 21 سنة لكرة القدم. أما مع النوادي، فقد لعب مع إي زد ألكمار ونادي آيندهوفن ونادي أوبه وناك بريدا والبورك بولدسبيلكلوب ‏.

## روابط خارجية
- دوني جورتر على موقع قاعدة بيانات كرة القدم.إي يو (الإنجليزية)
- دوني جورتر على موقع Soccerway.com (الإنجليزية)
- دوني جورتر على موقع AS.com (الإسبانية)